# Stanisław Gał

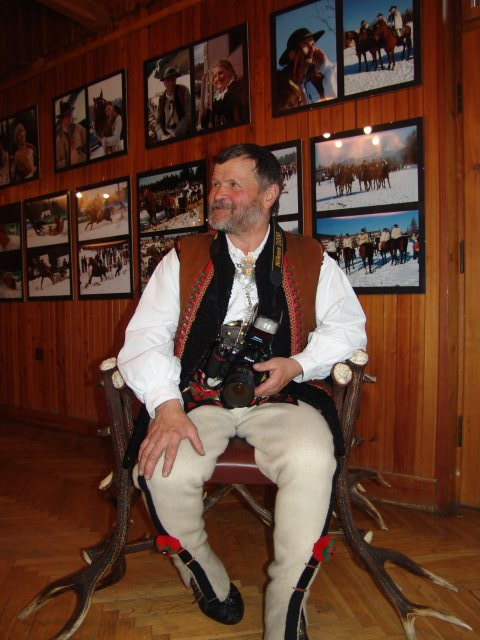
Stanisław Gał

Stanisław Gał (ur. 1943 w Murzasichlu) – zasłużony działacz kultury, fotograf.
Jest absolwentem Liceum Sztuk Plastycznych im. A. Kenara w Zakopanem, oraz Wyższej Szkoły Sztuk Plastycznych we Wrocławiu – na wydziale Ceramiki i Szkła, gdzie w 1968 r. otrzymał dyplom z wyróżnieniem. Od 1968 r. jest członkiem Związku Polskich Artystów i Plastyków. Lokalny aktywista. Należy do Związku Podhalan, gdzie przez 21 lat (1975–1996) nieprzerwanie pełnił funkcję członka zarządu.
Instruktor plastyki, uczył malarstwa na szkle i grafiki. Swoje zajęcia prowadził m.in. w MDK w Nowym Targu, Zakładowym Domu Kultury NZPS Podhale, jak też MDK w Zakopanem i Poroninie. Uznaniem dla jego pracy dydaktycznej jest wiele nagród zdobytych przez jego podopiecznych w konkursach oraz zaistnienie na wystawach zarówno w Polsce jak i na świecie (Indie, Japonia, Węgry, Peru, Finlandia). Sam osobiście zajmował się projektowaniem i wykonaniem zaproszeń i dyplomów na wszystkie uroczystości i wydarzenia związane z oddziałem Związku Podhalan w Poroninie.
Entuzjasta fotografii określany mianem „paparazzi Podhala”. Najczęstszym, ale nie jedynym tematem jego zdjęć są portrety ludzi. Obecny na wszystkich na imprezach folklorystycznych, wszelkiego rodzaju ważnych uroczystościach państwowych, kościelnych i rodzinnych, stworzył swoistą dokumentacje wydarzeń i ludzi regionu. Jego archiwum liczy kilka tysięcy zdjęć dokumentalnych. Jednym z najważniejszych wydarzeń dla fotografa była możliwość towarzyszenia wraz z aparatem uczestnikom rekolekcji podhalańskich w Rzymie podczas prywatnych audiencji u Ojca Świętego Jana Pawła II.
Artysta miał już kilkadziesiąt wystaw zbiorowych i indywidualnych w kraju, m.in. we Wrocławiu, Krakowie, Tarnowie, Nowym Sączu, Nowym Targu, Białym Dunajcu, Bukowinie Tatrzańskiej, Poroninie, Zakopanem. Za granicą jego prace można było oglądać m.in. w Popradzie, Berlinie, Budapeszcie.
Za swoją prace artystyczną otrzymał wiele nagród, m.in.:
- 1969 – Nagroda Młodych w IV Ogólnopolskiej Wystawie Grafiki w Warszawie
- 1979 – Medal Komisji Edukacji Narodowej
- 1979 – Zasłużony Działacz Kultury
- 1984 – Nagroda Prezesa Rady Ministrów (zespołowa)
- 1988 – Nagroda Ministra Kultury i Sztuki III stopnia;
- 2004 – Zasłużony dla Związku Podhalan

## Wystawy
- Galeria Sztuki w Willi „Orla”, Zakopane 2007 – wystawa pt. „Góralska Parada”
- Restauracja „U Wnuka”, Zakopane 2007 – wystawa pt. „Kumoterki”
- Galeria „Śwarna”, Zakopane 2008 – wystawa pt. „Jak to z krzyżem na Giewoncie było...”
- Biała Izba Związku Podhalan, Zakopane 2008 – wystawa fotografii
- Restauracja „U Wnuka”, Zakopane 2008 – zbiorowa wystawa fotografii poświęcona Janowi Fudali
- Gminny Ośrodek Kultury, Poronin 2008 – wystawa z okazji 40-lecia pracy twórczej